# 8 a. C.
El año 8 a. C. fue un año común comenzado en viernes o sábado, o un año bisiesto comenzado en jueves (las fuentes difieren) del calendario juliano. También fue un año común comenzado en miércoles del calendario juliano proléptico. En aquella época, era conocido como el Año del consulado de Censorinus y Cayo Asinius (o menos frecuentemente, año 746 Ab urbe condita).

## Acontecimientos
- El Senado Romano le cambia el nombre al mes sextilis por agosto, en honor del emperador, añadiéndole un día más que es sustraído al mes de febrero.
- Marbod se convierte en rey de los marcomanos (un pueblo suevo en Germania).
- En un censo realizado bajo el consulado de Gayo Censorino y Gayo Asinio, en Roma se contabilizan 4.233.000 ciudadanos romanos.
- El poeta romano Ovidio escribe Las metamorfosis

## Fallecimientos
- 27 de noviembre: Horacio, poeta romano (n. 65 a. C.).
- Cayo Mecenas, noble romano de origen etrusco y patrón de las artes.
- Emperatriz Xu (Cheng), emperatriz de la dinastía Han.